# Biathlon-Weltcup 1980/81
| Antholz |

| Lahti |

| Hedenäset |

| Ruhpolding |

| Jáchymov |

In der Saison 1980/81 wurde der Biathlon-Weltcup zum 4. Mal ausgetragen. Die Wettkampfserie bestand aus jeweils fünf Einzel-, Sprint und Staffelrennen für Männer und wurde an fünf Veranstaltungsorten ausgetragen. Neben den vier Weltcupveranstaltungen in Jáchymov, Antholz, Ruhpolding und Hedenäset fanden die Weltmeisterschaften im finnischen Lahti statt. Den Gesamtweltcup gewann Frank Ullrich vor Anatoli Aljabjew und Kjell Søbak.

## Resultate
| 1. Weltcup in Jáchymov, 15. bis 17. Januar 1981 | 1. Weltcup in Jáchymov, 15. bis 17. Januar 1981 | 1. Weltcup in Jáchymov, 15. bis 17. Januar 1981 | 1. Weltcup in Jáchymov, 15. bis 17. Januar 1981 | 1. Weltcup in Jáchymov, 15. bis 17. Januar 1981 |
| ----------------------------------------------- | ----------------------------------------------- | ----------------------------------------------- | ----------------------------------------------- | ----------------------------------------------- |
| Datum                                           | Disziplin                                       | Erster Platz                                    | Zweiter Platz                                   | Dritter Platz                                   |
| 15. Januar 1981 (Do.)                           | Einzel (20 km)                                  | Terje Krokstad                                  | Wiktor Ziunel                                   | Jaromír Šimůnek                                 |
| 16. Januar 1981 (Fr.)                           | Sprint (10 km)                                  | Kjell Søbak                                     | Wiktor Awdejew                                  | Hans Åhman                                      |
| 17. Januar 1981 (Sa.)                           | Staffel (4 × 7,5 km)                            | Österreich                                      | Tschechoslowakei                                | Frankreich                                      |

| 2. Weltcup in Antholz, 22. bis 25. Januar 1981 | 2. Weltcup in Antholz, 22. bis 25. Januar 1981 | 2. Weltcup in Antholz, 22. bis 25. Januar 1981 | 2. Weltcup in Antholz, 22. bis 25. Januar 1981 | 2. Weltcup in Antholz, 22. bis 25. Januar 1981 |
| ---------------------------------------------- | ---------------------------------------------- | ---------------------------------------------- | ---------------------------------------------- | ---------------------------------------------- |
| Datum                                          | Disziplin                                      | Erster Platz                                   | Zweiter Platz                                  | Dritter Platz                                  |
| 22. Januar 1981 (Do.)                          | Einzel (20 km)                                 | Eirik Kvalfoss                                 | Toivo Mäkikyrö                                 | Anatoli Aljabjew                               |
| 24. Januar 1981 (Sa.)                          | Sprint (10 km)                                 | Anatoli Aljabjew                               | Pjotr Miloradow                                | Bernd Hellmich                                 |
| 25. Januar 1981 (So.)                          | Staffel (4 × 7,5 km)                           | DDR 1                                          | Sowjetunion                                    | DDR 2                                          |

| 3. Weltcup in Ruhpolding, 28. Januar bis 1. Februar 1981 | 3. Weltcup in Ruhpolding, 28. Januar bis 1. Februar 1981 | 3. Weltcup in Ruhpolding, 28. Januar bis 1. Februar 1981                        | 3. Weltcup in Ruhpolding, 28. Januar bis 1. Februar 1981                                | 3. Weltcup in Ruhpolding, 28. Januar bis 1. Februar 1981              |
| -------------------------------------------------------- | -------------------------------------------------------- | ------------------------------------------------------------------------------- | --------------------------------------------------------------------------------------- | --------------------------------------------------------------------- |
| Datum                                                    | Disziplin                                                | Erster Platz                                                                    | Zweiter Platz                                                                           | Dritter Platz                                                         |
| 28. Januar 1981 (Mi.)                                    | Einzel (20 km)                                           | Wladimir Alikin                                                                 | Frank Ullrich                                                                           | Anatoli Aljabjew                                                      |
| 31. Januar 1981 (Sa.)                                    | Sprint (10 km)                                           | Frank Ullrich                                                                   | Peter Angerer                                                                           | Eirik Kvalfoss                                                        |
| 1. Februar 1981 (So.)                                    | Staffel (4 × 7,5 km)                                     | SowjetunionWladimir Alikin Wladimir Barnaschow Anatoli Aljabjew Pjotr Miloradow | Deutsche Demokratische RepublikMathias Jung Matthias Jacob Frank Ullrich Eberhard Rösch | NorwegenEirik Kvalfoss Sigvart Bjøntegaard Terje Krokstad Kjell Søbak |

| Biathlon-Weltmeisterschaften in Lahti, 12. bis 15. Februar 1981 | Biathlon-Weltmeisterschaften in Lahti, 12. bis 15. Februar 1981 | Biathlon-Weltmeisterschaften in Lahti, 12. bis 15. Februar 1981                         | Biathlon-Weltmeisterschaften in Lahti, 12. bis 15. Februar 1981              | Biathlon-Weltmeisterschaften in Lahti, 12. bis 15. Februar 1981                   |
| --------------------------------------------------------------- | --------------------------------------------------------------- | --------------------------------------------------------------------------------------- | ---------------------------------------------------------------------------- | --------------------------------------------------------------------------------- |
| Datum                                                           | Disziplin                                                       | Erster Platz                                                                            | Zweiter Platz                                                                | Dritter Platz                                                                     |
| 12. Februar 1981 (Do.)                                          | Einzel (20 km)                                                  | Heikki Ikola                                                                            | Frank Ullrich                                                                | Erkki Antila                                                                      |
| 14. Februar 1981 (Sa.)                                          | Sprint (10 km)                                                  | Frank Ullrich                                                                           | Erkki Antila                                                                 | Yvon Mougel                                                                       |
| 15. Februar 1981 (So.)                                          | Staffel (4 × 7,5 km)                                            | Deutsche Demokratische RepublikMathias Jung Matthias Jacob Frank Ullrich Eberhard Rösch | BR DeutschlandFranz Bernreiter Andreas Schweiger Peter Angerer Fritz Fischer | SowjetunionWladimir Alikin Wladimir Barnaschow Wladimir Gawrikow Anatoli Aljabjew |

| 4. Weltcup in Hedenäset, 2. bis 5. April 1981 | 4. Weltcup in Hedenäset, 2. bis 5. April 1981 | 4. Weltcup in Hedenäset, 2. bis 5. April 1981 | 4. Weltcup in Hedenäset, 2. bis 5. April 1981 | 4. Weltcup in Hedenäset, 2. bis 5. April 1981 |
| --------------------------------------------- | --------------------------------------------- | --------------------------------------------- | --------------------------------------------- | --------------------------------------------- |
| Datum                                         | Disziplin                                     | Erster Platz                                  | Zweiter Platz                                 | Dritter Platz                                 |
| 2. April 1981 (Do.)                           | Einzel (20 km)                                | Fritz Fischer                                 | Peter Angerer                                 | Franz Bernreiter                              |
| 4. April 1981 (Sa.)                           | Sprint (10 km)                                | Eirik Kvalfoss                                | Peter Angerer                                 | Fritz Fischer                                 |
| 5. April 1981 (So.)                           | Staffel (4 × 7,5 km)                          | BR Deutschland                                | Deutsche Demokratische Republik               | Norwegen                                      |

### Weltcupstände
| Endstand nach 10 Rennen (Top 10) |                  |        |       |
| \| Rang \| Name \| Punkte \| Siege \| \| ---- \| ---------------- \| ------ \| ----- \| \| 01 \| Frank Ullrich \| 140 \| 2 \| \| 02 \| Anatoli Aljabjew \| 130 \| 1 \| \| 03 \| Kjell Søbak \| 128 \| 1 \| \| 04 \| Eirik Kvalfoss \| 120 \| 2 \| \| 05 \| Peter Angerer \| 117 \| 0 \| \| 06 \| Mathias Jung \| 114 \| 0 \| \| 07 \| Terje Krokstad \| 103 \| 1 \| \| 08 \| Matthias Jacob \| 103 \| 0 \| \| 09 \| Eberhard Rösch \| 98 \| 0 \| \| 10 \| Erkki Antila \| 90 \| 0 \| |                  |        |       |
| Rang | Name             | Punkte | Siege |
| 01 | Frank Ullrich    | 140    | 2     |
| 02 | Anatoli Aljabjew | 130    | 1     |
| 03 | Kjell Søbak      | 128    | 1     |
| 04 | Eirik Kvalfoss   | 120    | 2     |
| 05 | Peter Angerer    | 117    | 0     |
| 06 | Mathias Jung     | 114    | 0     |
| 07 | Terje Krokstad   | 103    | 1     |
| 08 | Matthias Jacob   | 103    | 0     |
| 09 | Eberhard Rösch   | 98     | 0     |
| 10 | Erkki Antila     | 90     | 0     |